# Едгардо Мортара
Едгардо Мортара (27 август 1851 г. – 11 март 1940 г.) е католически свещеник от еврейски произход.
Неговият случай, наречен аферата Мортара, придобива известност след разгласяването му поради факта, че още на 6-годишна възраст е изведен от полицията от дома на родителите му и е отгледан като християнин. Случаят Мортара буди широк обществен отзвук и дебат.

## Биография
Вечерта на 23 юни 1858 г. в дома на семейство Мариан и Соломон (Момоло) Мортара в Болоня пристига полиция, за да им отнеме шест годишния син Едгардо. Полицията действа по нареждане на папа Пий IX. Това става по силата на каноническото право, след като на Църквата става известно, че прислужницата християнка в дома Мортара тайно е покръстила малкия Едгардо, когато той е бил тежко болен. Според нейното самопризнание, тя е извършила тайнството страхувайки се, че момчето ще умре на смъртното легло и душата му ще отиде в Ада. По това време Болоня е в рамките на Папската държава. Според закона, на евреите е било забранено да отглеждат и възпитават християнски деца, дори и да са собствените им.
Едгардо Мортара е отведен в Рим, където е отдаден за отглеждане и възпитание в дом на евреи, католици. На биологичните му родители първоначално е забранено да влизат в контакт с него. Впоследствие са им разрешени посещения, но в присъствието на трети лица. Въпреки протестите на различни еврейски организации, както и на видни държавни и обществени фигури (сред които императорите Наполеон III и Франц Йосиф), папа Пий IX отхвърля всички искания за връщане на детето на биологичните му родители за отглеждане и възпитание.
След присъединяването на Папската държава към Кралство Италия през 1870 г., семейство Мортара прави нов опит да си възвърне сина понеже отпада юрисдикцията на Папската държава по казуса. Към него момент Едгардо Мортара е на 19-годишна възраст и навършвайки пълнолетие, заявява, че приема съзнателно католическата вяра за своя. През същата година той се мести във Франция, където встъпва в редиците на августинците. На 23-годишна възраст Мортара става свещеник, приемайки името Пий. Като божий служител той се занимава с мисионерска дейност в германските градове, обръщайки евреите към католицизма. По-сетне, Мортара става професор по теология в Рим.
Едгардо Мортара е причислен от папа Пий IX към блажените. През 1912 г. говорейки като блажен на папата, той му пише, че след девет дни в Рим отново ще пристигнат биологичните му родители, които в рамките на един месец всеки ден го посещават, убеждавайки го да се върне при тях. По думите му, той смята, че няма такова вътрешно желание у него да се върне в родния си дом, обяснявайки мотивацията си за това „със силата на молитвата“.
Едгардо Мортара по-късно възстановява отношенията си със семейството и присъства на погребението на майка си. Той е полиглот, владеейки девет чужди езици. Мортара умира в Белгия, прекарвайки последните години от живота си в манастир.
Случаят Мортара е емблематичен в епохата на антисемитизма. Дидактически той показва, че човекът формира ценностната си система и светогледа под влиянието на средата, и този процес не е детирминиран генетически.